# Liste der Auslandsvertretungen der Cookinseln

Staaten mit diplomatischen Beziehungen zu den Cookinseln

Dies ist eine Liste ehemaliger diplomatischer Vertretungen der Cookinseln im Ausland.

## Diplomatische Vertretungen

### Asien
| Asien (A–Z) | Asien (A–Z)                                          | Asien (A–Z)     | Asien (A–Z)          | Asien (A–Z) |
| Land        | Stadt Adresse                                        | Einrichtung     | Vertreter            | Quelle      |
| ----------- | ---------------------------------------------------- | --------------- | -------------------- | ----------- |
| Türkei      | Istanbul Yeni Parseller Sok. No.20 K Binasi, Kavacik | Honorarkonsulat | Mr Ahmet Sefik Ongun | [ 1 ]       |

### Australien und Ozeanien
| Australien und Ozeanien (A–Z) | Australien und Ozeanien (A–Z)           | Australien und Ozeanien (A–Z) | Australien und Ozeanien (A–Z) | Australien und Ozeanien (A–Z) |
| Land                          | Stadt Adresse                           | Einrichtung                   | Vertreter                     | Quelle                        |
| ----------------------------- | --------------------------------------- | ----------------------------- | ----------------------------- | ----------------------------- |
| Neuseeland                    | Wellington 56 Mulgrave Street, Thorndon | Hochkommissariat              | Mr Tekaotiki Matapo           | [ 1 ]                         |
| Neuseeland                    | Auckland 6 Osterley Way, Manukau        | Generalkonsulat               | Mrs Roseline Blake            | [ 1 ]                         |
| Australien                    | Sydney 8/8 Lauderdale Avenue, Fairlight | Honorarkonsulat               | Sir Ian Graham Turbott        | [ 1 ]                         |

### Europa
| Europa (A–Z) | Europa (A–Z)                            | Europa (A–Z)    | Europa (A–Z)         | Europa (A–Z) |
| Land         | Stadt Adresse                           | Einrichtung     | Vertreter            | Quelle       |
| ------------ | --------------------------------------- | --------------- | -------------------- | ------------ |
| Norwegen     | Oslo Bydgoy Alle 64                     | Honorarkonsulat | Mr Hallbjorn Hareide | [ 1 ]        |
| Monaco       | Monaco Villa Chaumont -13, Rue Bellevue | Honorarkonsulat | Dr Franco Repetto    | [ 1 ]        |

## Vertretungen bei internationalen Organisationen
| Weltweit (A–Z)                              | Weltweit (A–Z)                              | Weltweit (A–Z)                     | Weltweit (A–Z)               | Weltweit (A–Z) |
| Land                                        | Stadt Adresse                               | Einrichtung                        | Vertreter                    | Quelle         |
| ------------------------------------------- | ------------------------------------------- | ---------------------------------- | ---------------------------- | -------------- |
| Internationale Seeschifffahrts-Organisation | Lancaster/England Halton Green East, Halton | Vertretung                         | Ian Finley                   | [ 1 ]          |
| Europäische Union                           | Brüssel                                     | Ständige Vertretung / Non-Resident | Außenminister der Cookinseln | [ 1 ]          |